# Municipio de Canton (Misuri)
El municipio de Canton (en inglés: Canton Township) es un municipio ubicado en el condado de Lewis en el estado estadounidense de Misuri. En el año 2010 tenía una población de 3501 habitantes y una densidad poblacional de 23,64 personas por km².

## Geografía
El municipio de Canton se encuentra ubicado en las coordenadas 40°11′22″N 91°34′3″O / 40.18944, -91.56750. Según la Oficina del Censo de los Estados Unidos, el municipio tiene una superficie total de 148.07 km², de la cual 142.82 km² corresponden a tierra firme y (3.55%) 5.25 km² es agua.

## Demografía
Según el censo de 2010, había 3501 personas residiendo en el municipio de Canton. La densidad de población era de 23,64 hab./km². De los 3501 habitantes, el municipio de Canton estaba compuesto por el 93.49% blancos, el 4.46% eran afroamericanos, el 0.14% eran amerindios, el 0.31% eran asiáticos, el 0.11% eran isleños del Pacífico, el 0.43% eran de otras razas y el 1.06% pertenecían a dos o más razas. Del total de la población el 1.23% eran hispanos o latinos de cualquier raza.